# Vochma
La Vochma (in russo Во́хма?) è un fiume della Russia europea centrale (oblast' di Vologda e di Kostroma), affluente di destra della Vetluga (bacino idrografico del Volga).

## Descrizione
Il fiume ha origine dalle paludi di una remota regione disabitata della regione forestale del Trans-Volga praticamente al confine con la regione di Vologda. Nel corso superiore, il fiume scorre attraverso una zona boschiva, le rive sono molto paludose, tuttavia gradualmente salgono e diventano a volte ripide. Dopo la confluenza del Voč', da destra (lungo 119 km), la larghezza aumenta a 60 metri, la profondità è di circa due metri, la velocità della corrente è bassa. Lascia la zona boschiva, passa 5 km a est dell'omonimo villaggio di Vochma, e in questa zona forma numerose insenature, lanche e anse. 
Sfocia nella Vetluga a 682 km dalla sua foce. Il fiume ha una lunghezza di 219 km, l'area del suo bacino è di 5 560 km².